# Szete
Szete (szlovákul Kubáňovo, korábban Setich) község Szlovákiában, a Nyitrai kerület Lévai járásában.

## Fekvése
Ipolyságtól 15 km-re nyugatra, a Búr patak és az Ipoly folyó összefolyásánál, a magyar-szlovák határ mentén, Tésával szemben fekszik.

## Élővilága
Jelenleg[mikor?] a volt termelőszövetkezet területén található gólyafészek.

## Története
Neve személynévi eredetű. 1236-ban "Zentheh" alakban említik először egy birtokvita kapcsán, mely a Hont-Pázmány nembeli Kázmér és a dömösi prépostság között folyt. 1291-ben "Scechec", 1295-ben "Scetheh" alakban említik a korabeli források. Az esztergomi érsek birtoka, amelyet később a Hontpázmány nemzetségbeli Kázmér fiai rabolnak ki. 1332-ben említik templomának papját. Valószínűleg ennek a templomnak az alapjain épült fel 1735-ben a mai, barokk Szent László templom. Erre utal a szentély egykori rotundára emlékeztető falazata. 1571-ben 30 ház állt a községben. 1715-ben malom és 29 ház áll itt. 1828-ban 111 házában 669 lakosa élt. A falu lakói mezőgazdasággal, szőlőtermesztéssel, halászattal foglalkoztak.
Vályi András szerint "SZETTE. Magyar falu Hont Várm. földes Ura az Esztergomi Érsekség, lakosai katolikusok, fekszik Peretsényhez 1 mértföldnyire; határja jó, vagyonnyai külömbfélé"
Fényes Elek szerint "Szette, magyar falu, Honth vmegyében, az Ipoly partján: 712 kath. lak. Kath. paroch. templom. Határja 1-ső osztálybeli: búzát, rozsot, kukoriczát, dohányt, bort terem. Tölgyes erdeje van. F. u. az esztergomi érsek. Ut. p. Ipoly-Ságh."
Hont vármegye monográfiája szerint "Szete, Ipolymenti magyar kisközség, 125 házzal és 622, túlnyomóan róm. kath. vallású lakossal; vasúti állomása és távirója Ipolyszakáloson, postája helyben van. Már 1240-ben Villa Zetheth alakban említik. Az esztergomi érsekséget melynek ma is nagyobb birtoka van itt, már 1295-ben uralta a falu, a mint ezt Ladomér érsek panaszleveléből tudjuk, melyben a Hunt nembeli Kázmér fiait birtokháborítással vádolja Márton alországbíró előtt. Az esztergomi érsekség szetei birtokáról emlékeznek meg 1648-ban is. Jelenleg még Skadra Józsefnek is van itt nagyobb birtoka. A községbeli templom 1737-ből való. Szete községhez tartozik a Haraszt-puszta."
A trianoni békeszerződésig Hont vármegye Vámosmikolai járásához tartozott. 1938 és 1945 között újra Magyarország része volt.
1945. október 25-én a 88/1945 számú Beneš dekrétum értelmében 42 helybéli magyar férfit csehországbeli kényszermunkára rendeltek be. Miután egyikük ellenszegült, hasba lőtték, egy másik személynek pedig a lábát érte a lövés. Ezt követően a 40 férfit Csehországba hurcolták.

## Népessége
| Év:            | 1994. | 2004.    | 2014.   | 2024.    |
| -------------- | ----- | -------- | ------- | -------- |
| Emberek száma: | 336   | 296      | 286     | 251      |
| Eltérés:       |       | -11,90 % | -3,37 % | -12,23 % |

| Év:            | 2023. | 2024.   |
| -------------- | ----- | ------- |
| Emberek száma: | 261   | 251     |
| Eltérés:       |       | -3,83 % |

1880-ban 562 lakosából 523 magyar és 16 szlovák anyanyelvű volt.
1890-ben 592 lakosából 584 magyar és 7 szlovák anyanyelvű volt.
1900-ban 622 lakosából 620 magyar és 2 szlovák anyanyelvű volt.
1910-ben 679 lakosából 669 magyar és 10 szlovák anyanyelvű volt.
1921-ben 664 lakosából 639 magyar és 11 csehszlovák volt.
1930-ban 598 lakosából 515 magyar és 54 csehszlovák volt.
1941-ben 631 lakosából 622 magyar és 7 szlovák volt.
1970-ben 540 lakosából 443 magyar és 96 szlovák volt.
1980-ban 446 lakosából 361 magyar és 83 szlovák volt.
1991-ben 354 lakosából 298 magyar és 49 szlovák volt.
2001-ben 317 lakosából 248 magyar és 64 szlovák volt.
2011-ben 295 lakosából 205 magyar, 73 szlovák, 3 cigány, 1-1 cseh és zsidó és 12 ismeretlen nemzetiségű volt.
2021-ben 256 lakosából 180 (+2) magyar, 67 (+1) szlovák, (+4) cigány, 1 (+1) egyéb és 8 ismeretlen nemzetiségű volt.

## Neves személyek
- Itt született 1831-ben Lebó István az egyik legutolsó 48-as honvéd.[9]
- Itt hunyt el 1923-ban Reindl Román plébános, egyháztörténész, publicista.

## Nevezetességei
- Szent László tiszteletére szentelt, római katolikus temploma 1735-ben épült a régi, 13. századi templom felhasználásával.
- A temető területén lehet az egykori román kori rotunda.[10]
- Falumúzeum.

## Képtár

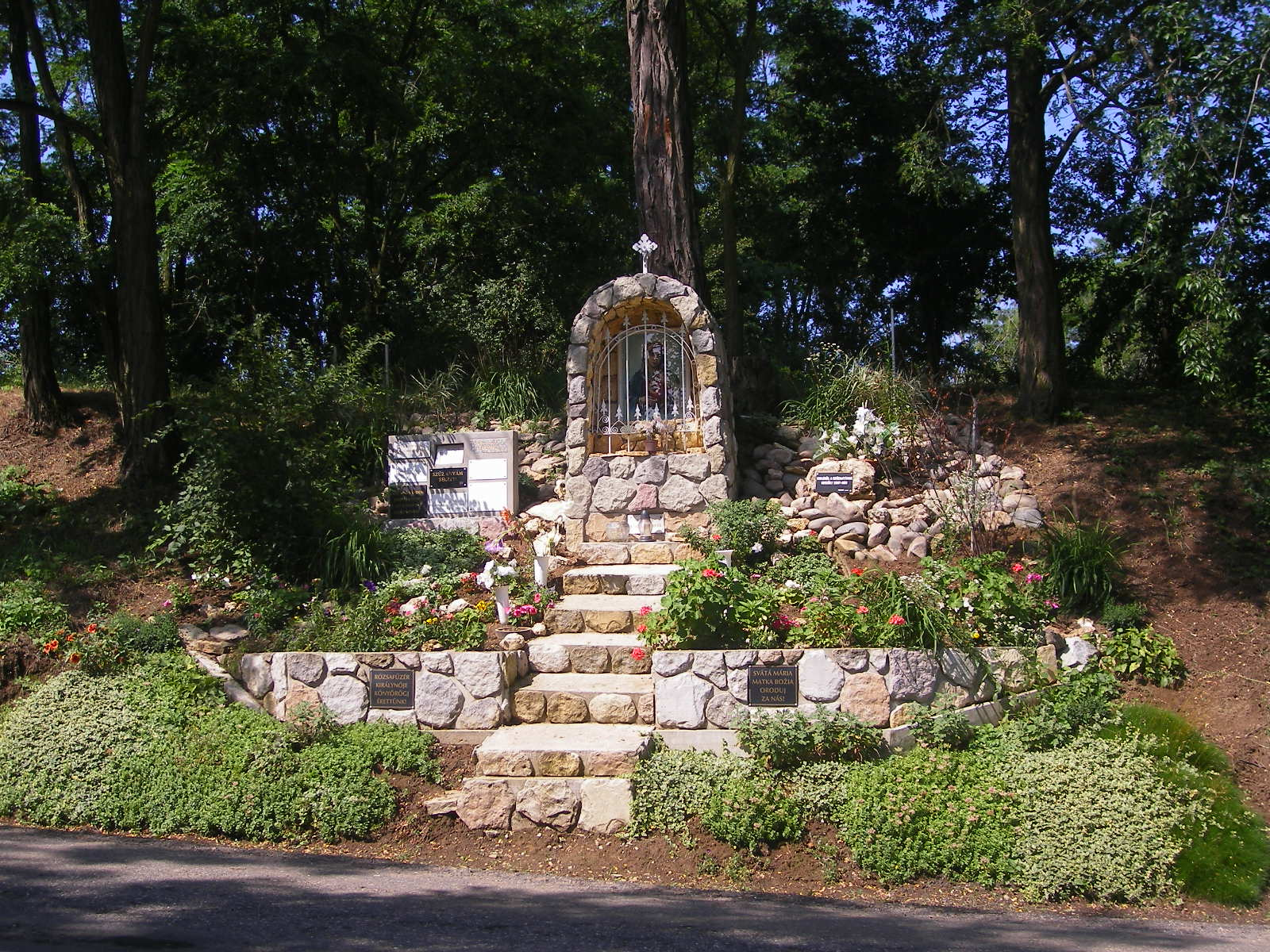
Szűz Mária-kegyhely Lontó és Szete határán
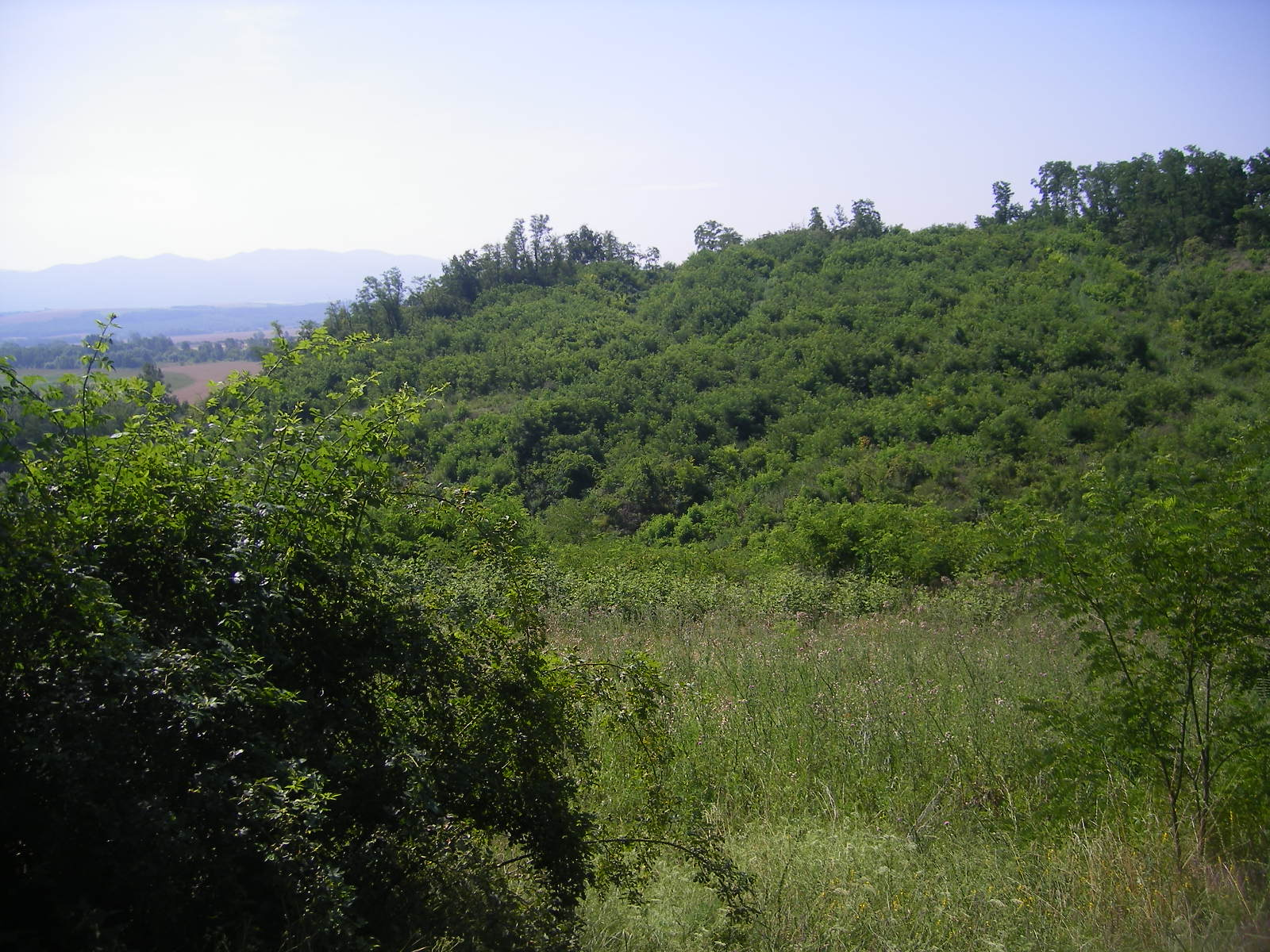
Tájkép a község déli részén
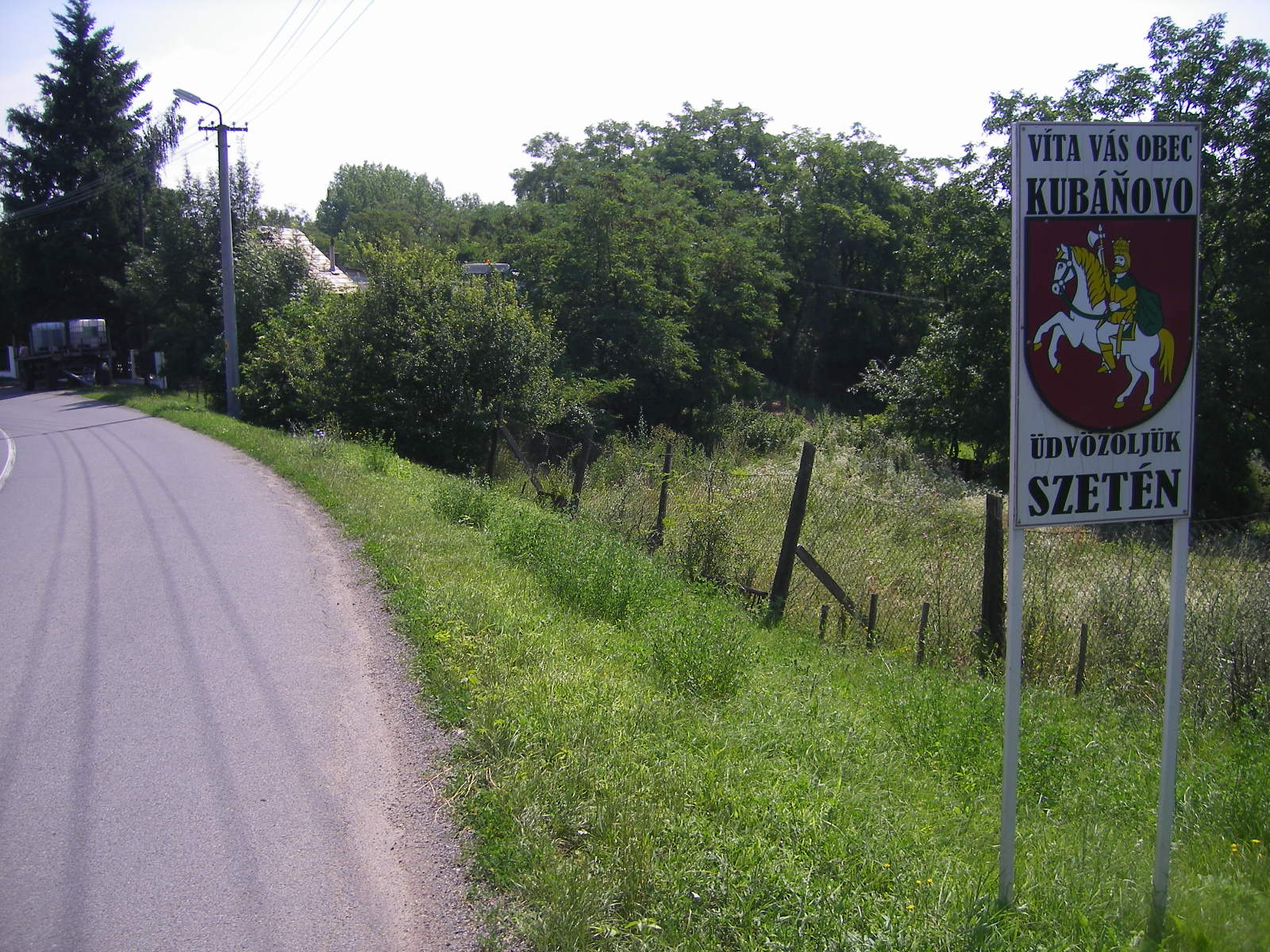
Címeres üdvözlőtábla
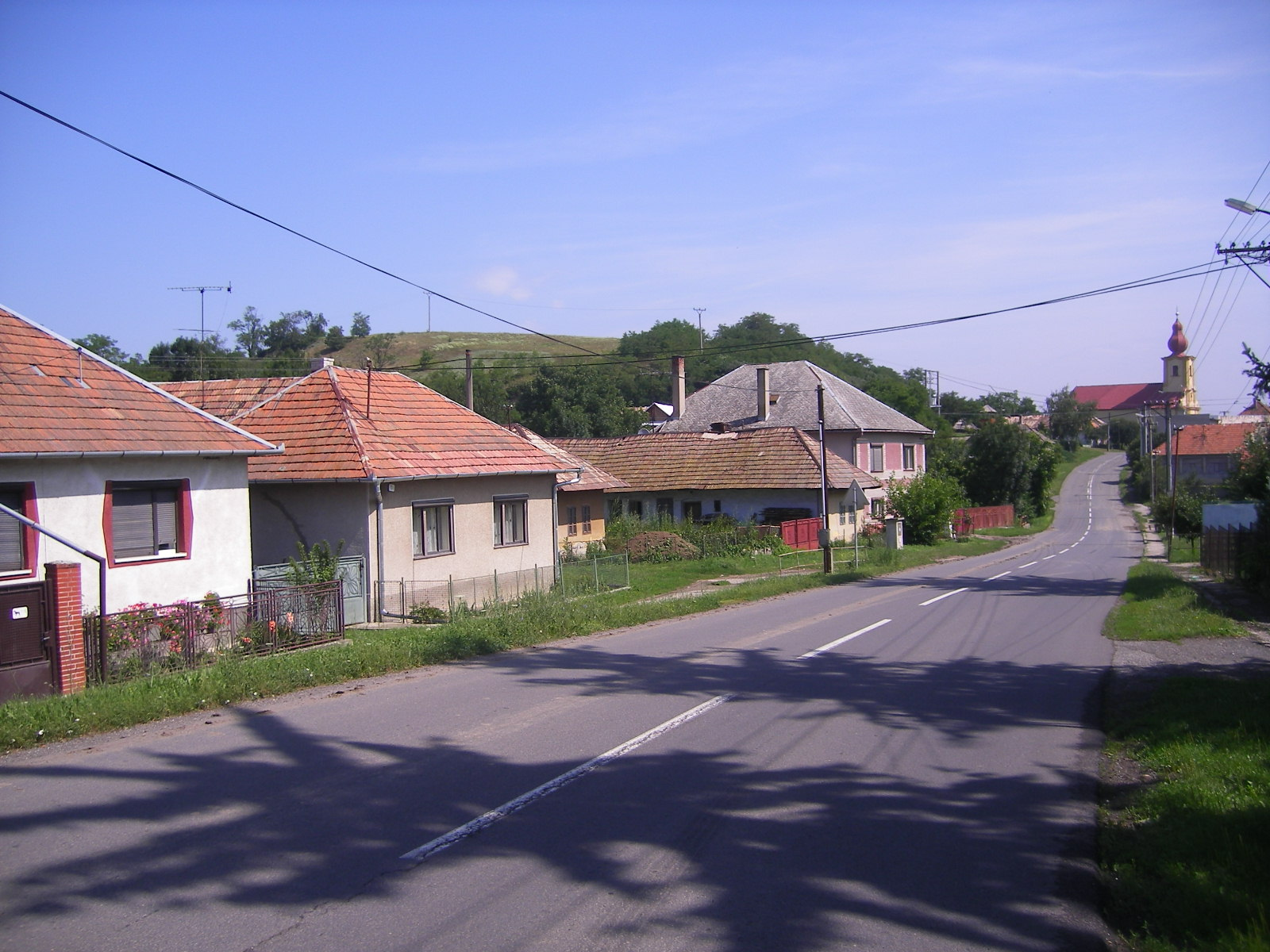
Szetei utcakép
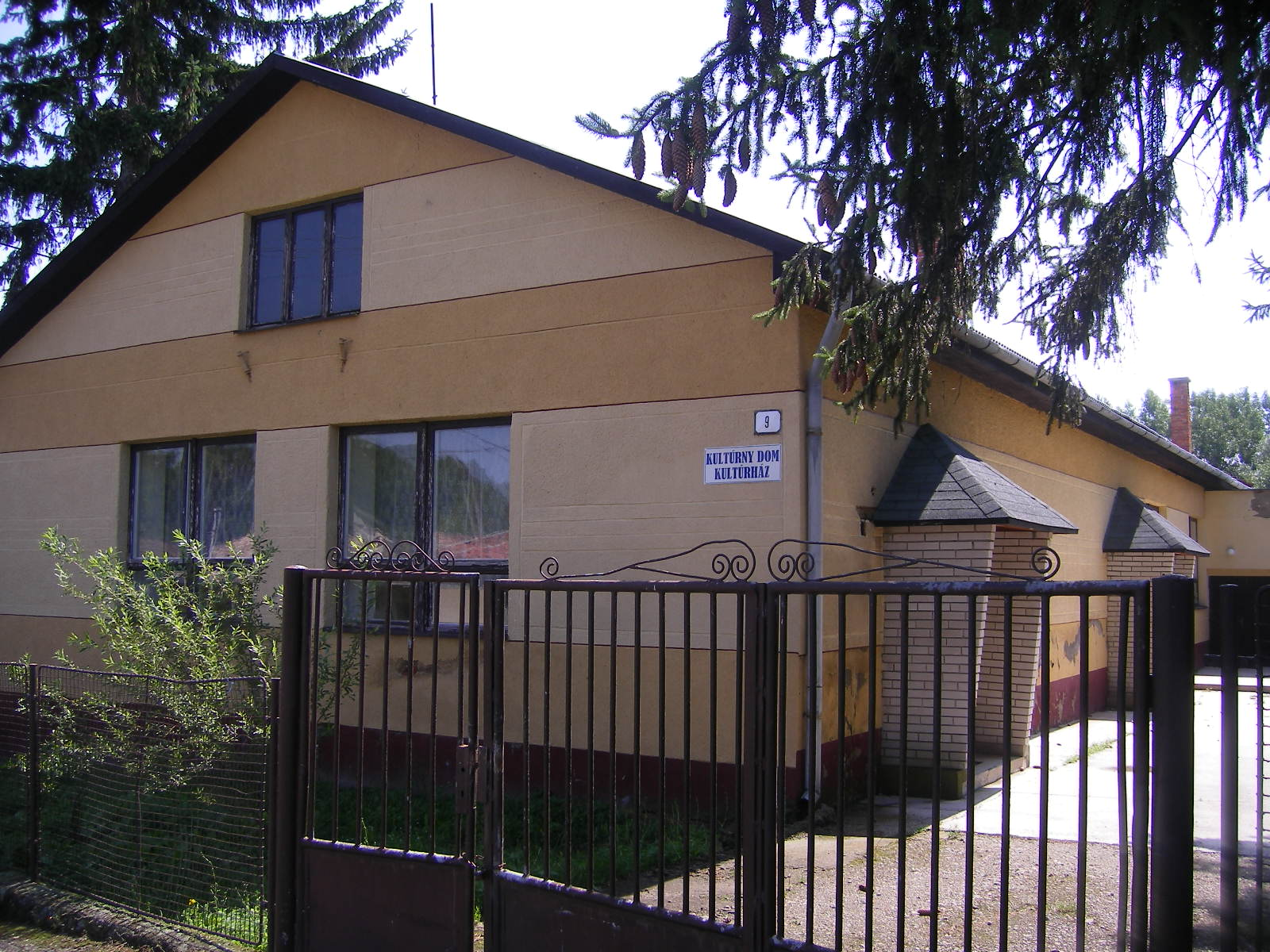
Kultúrház
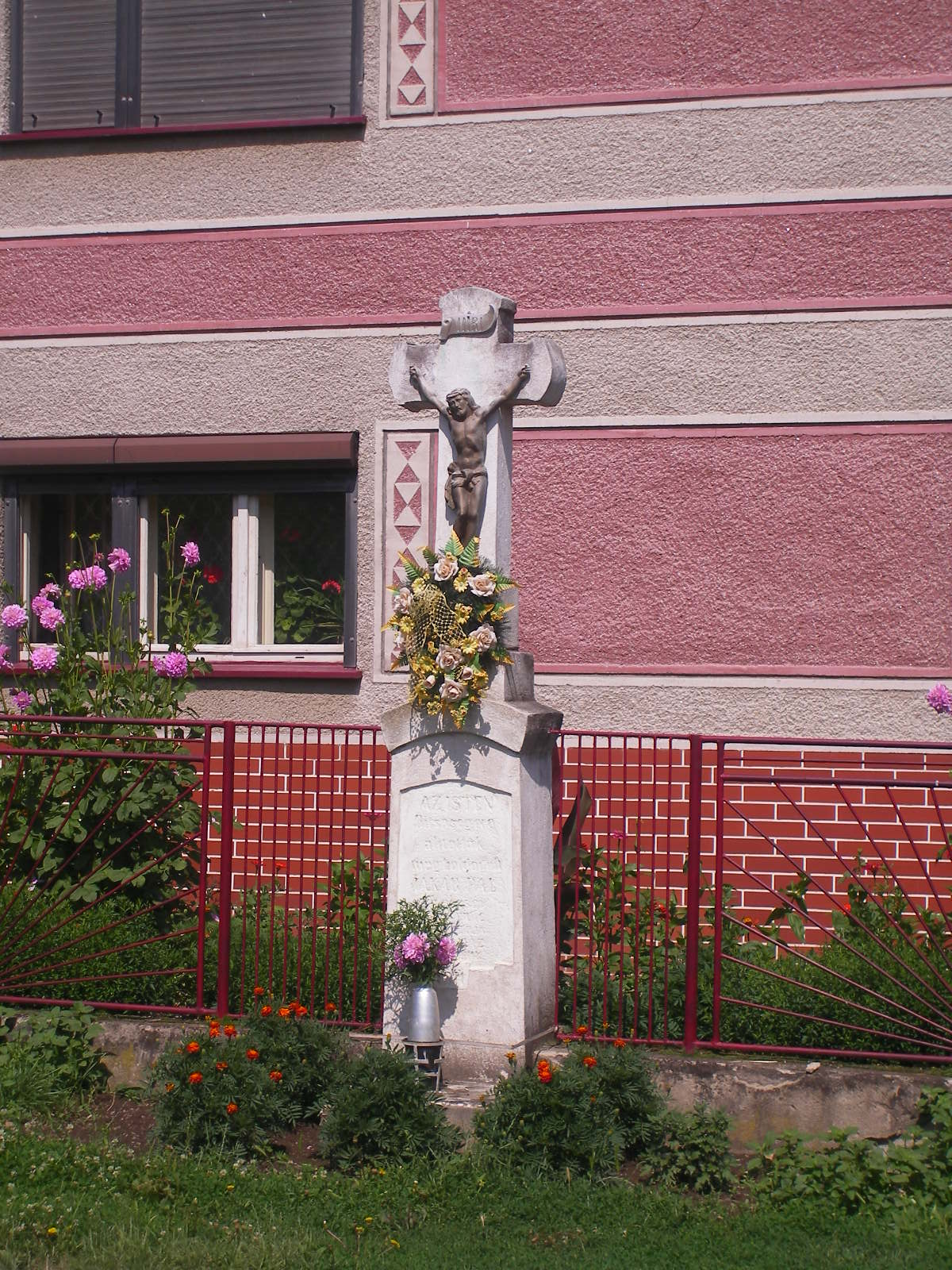
Útmenti feszület
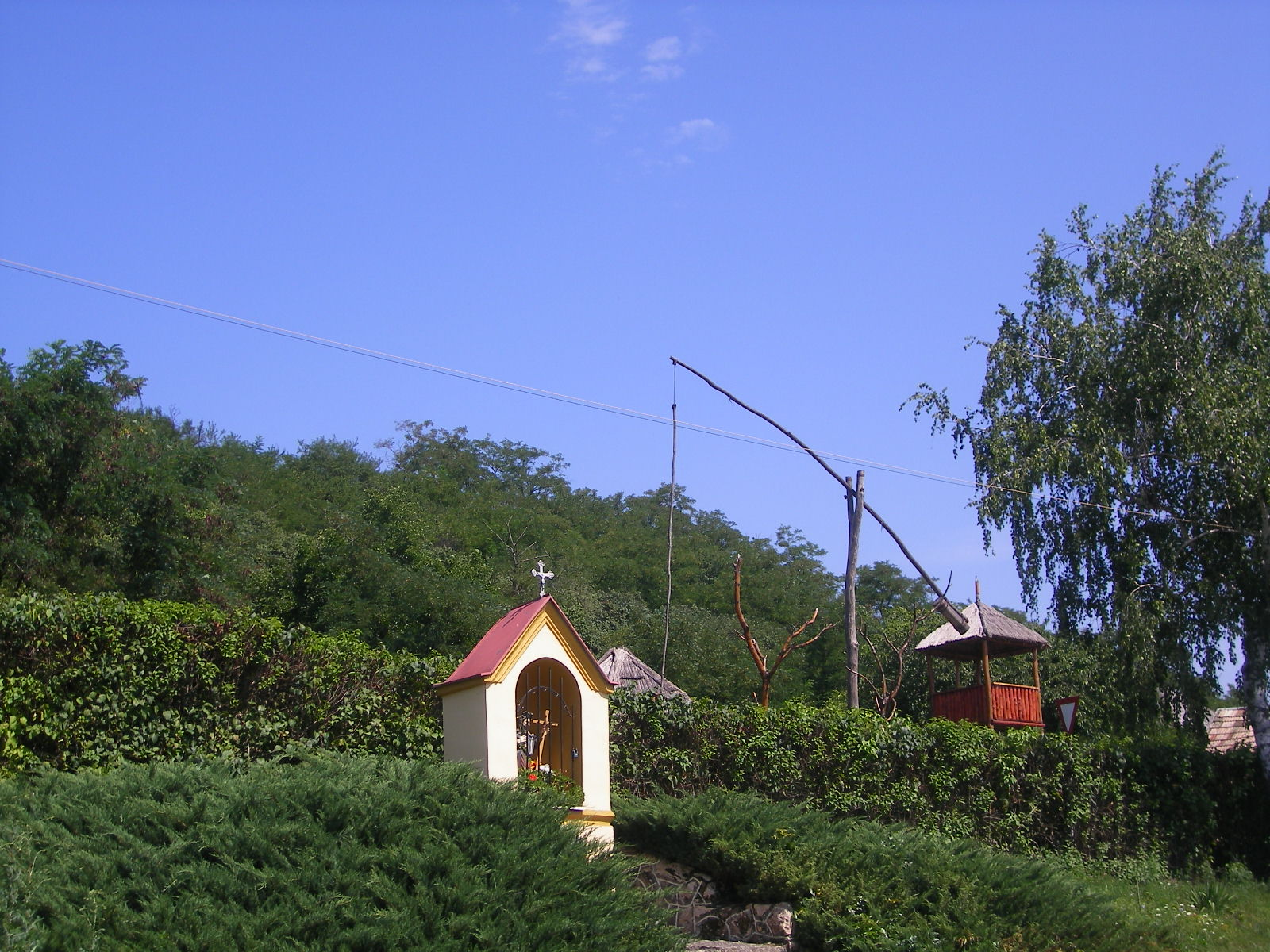
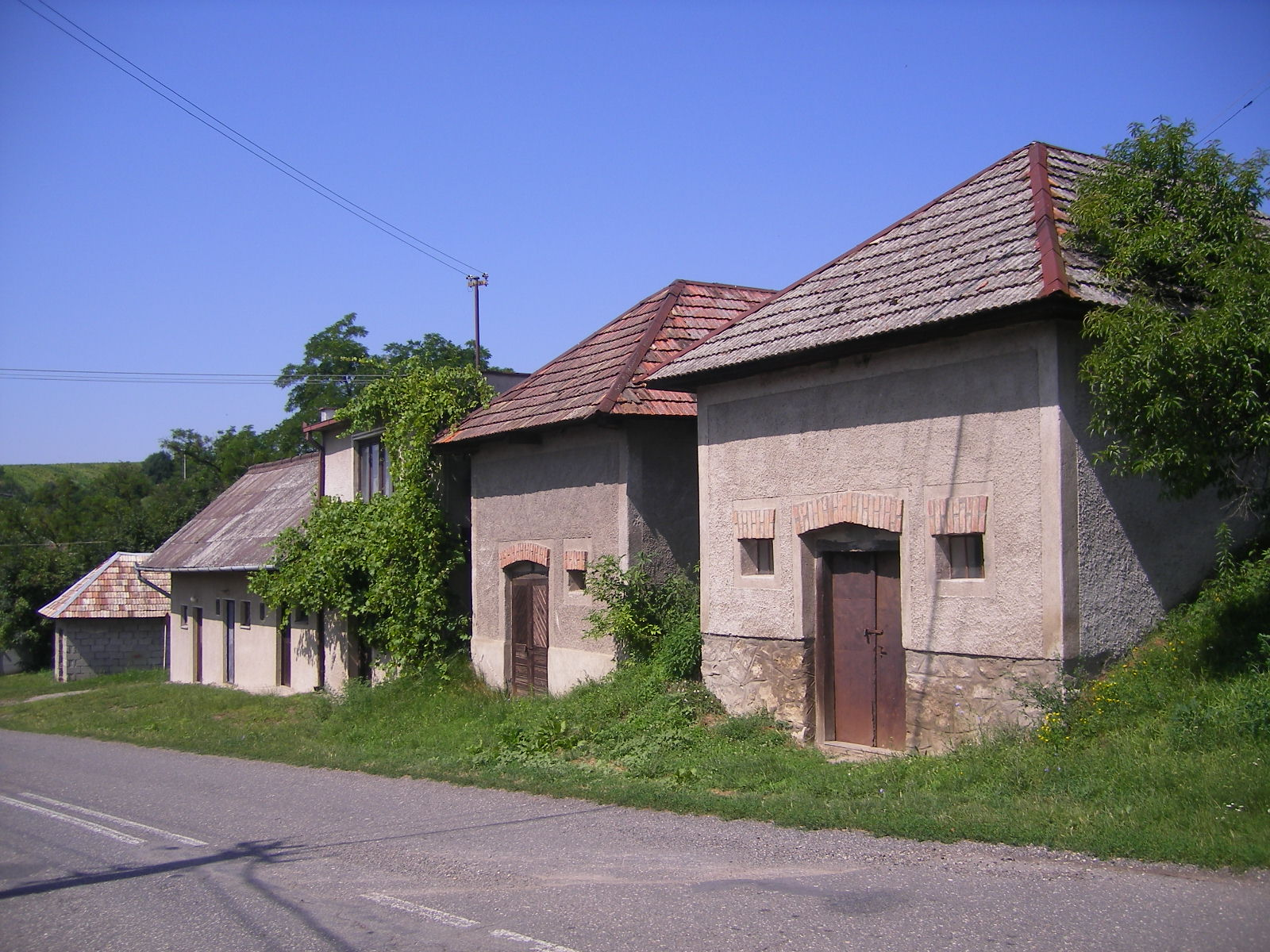
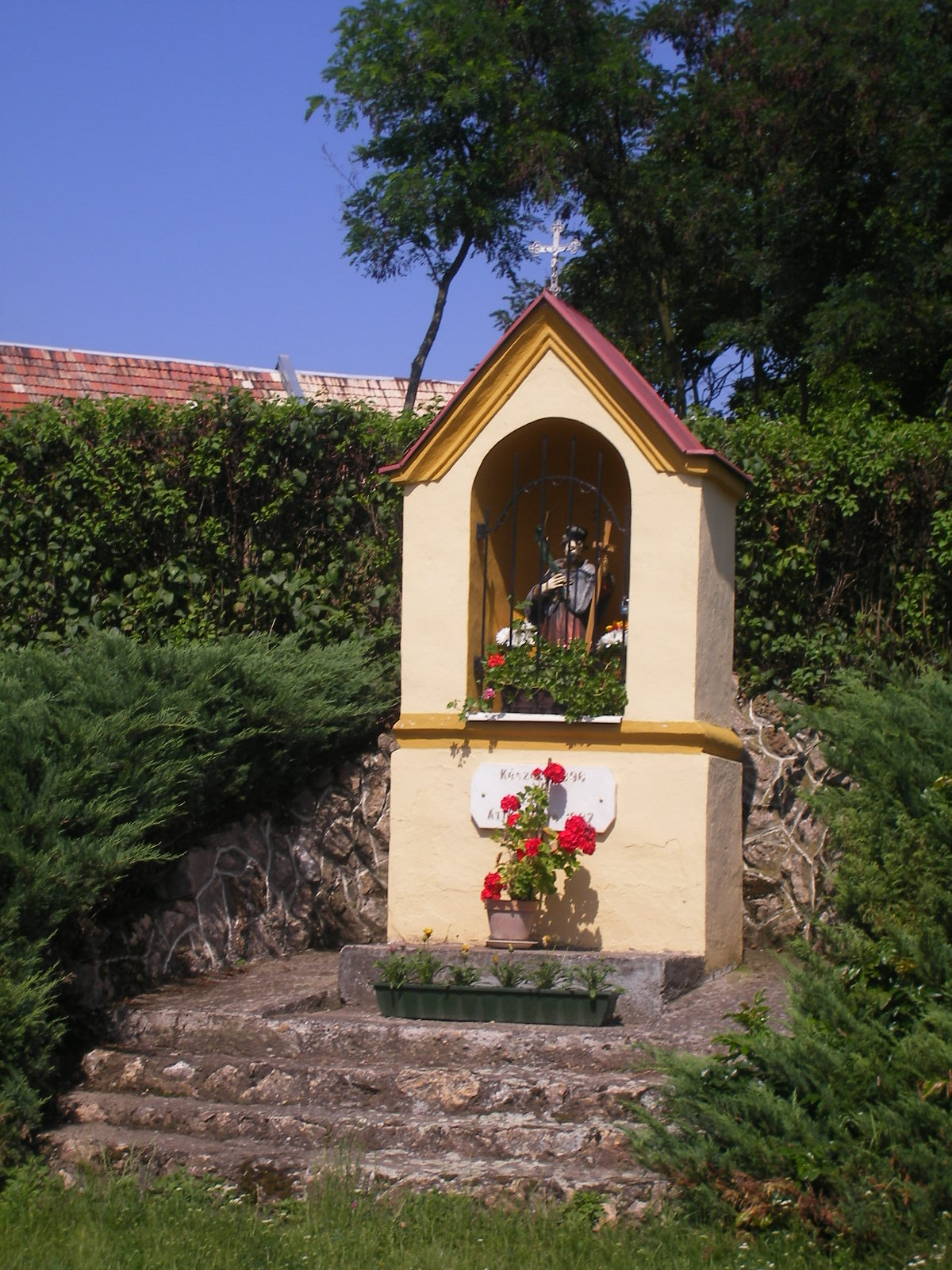
Nepomuki Szent János szobra mezei oltárban
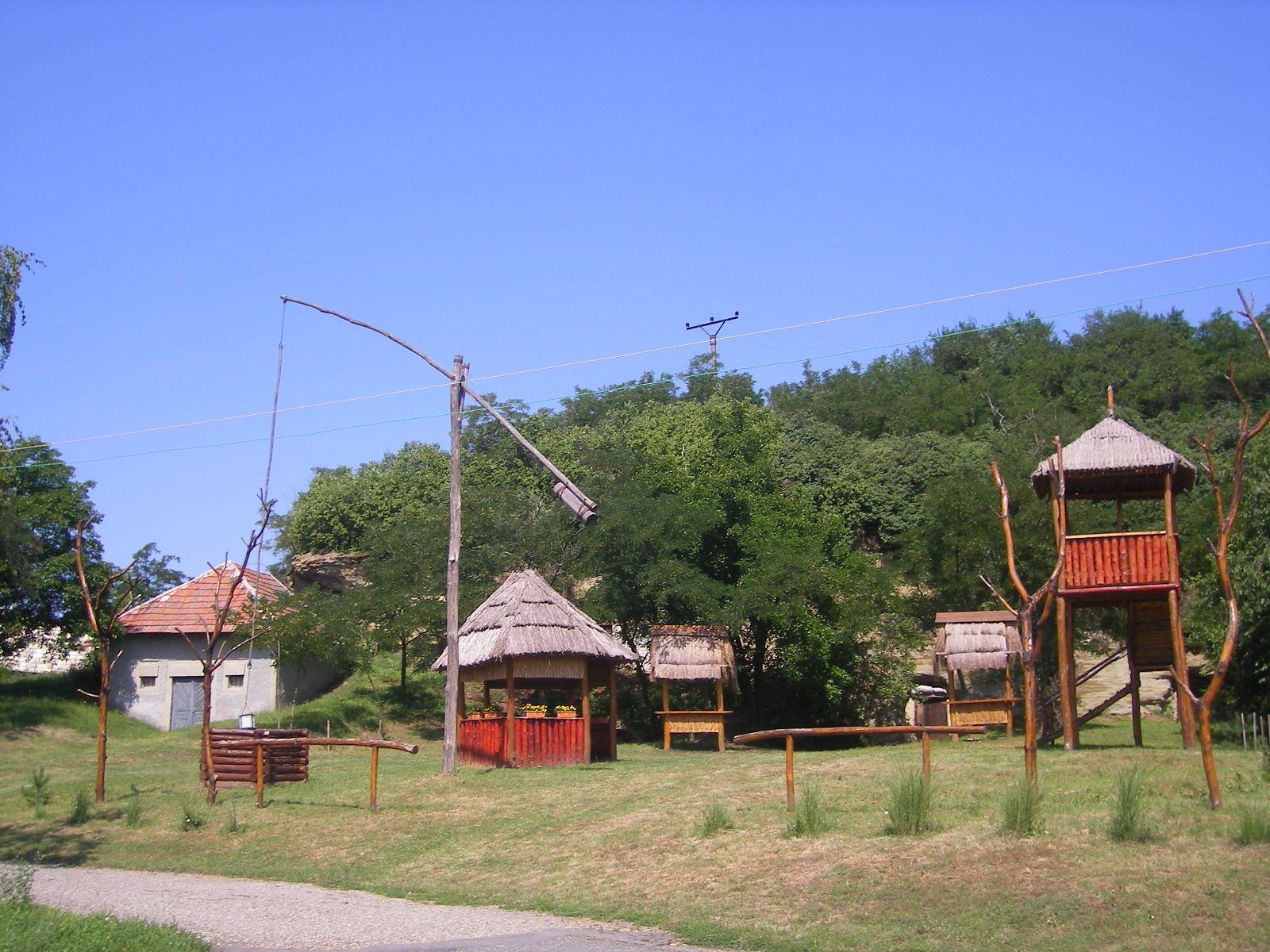
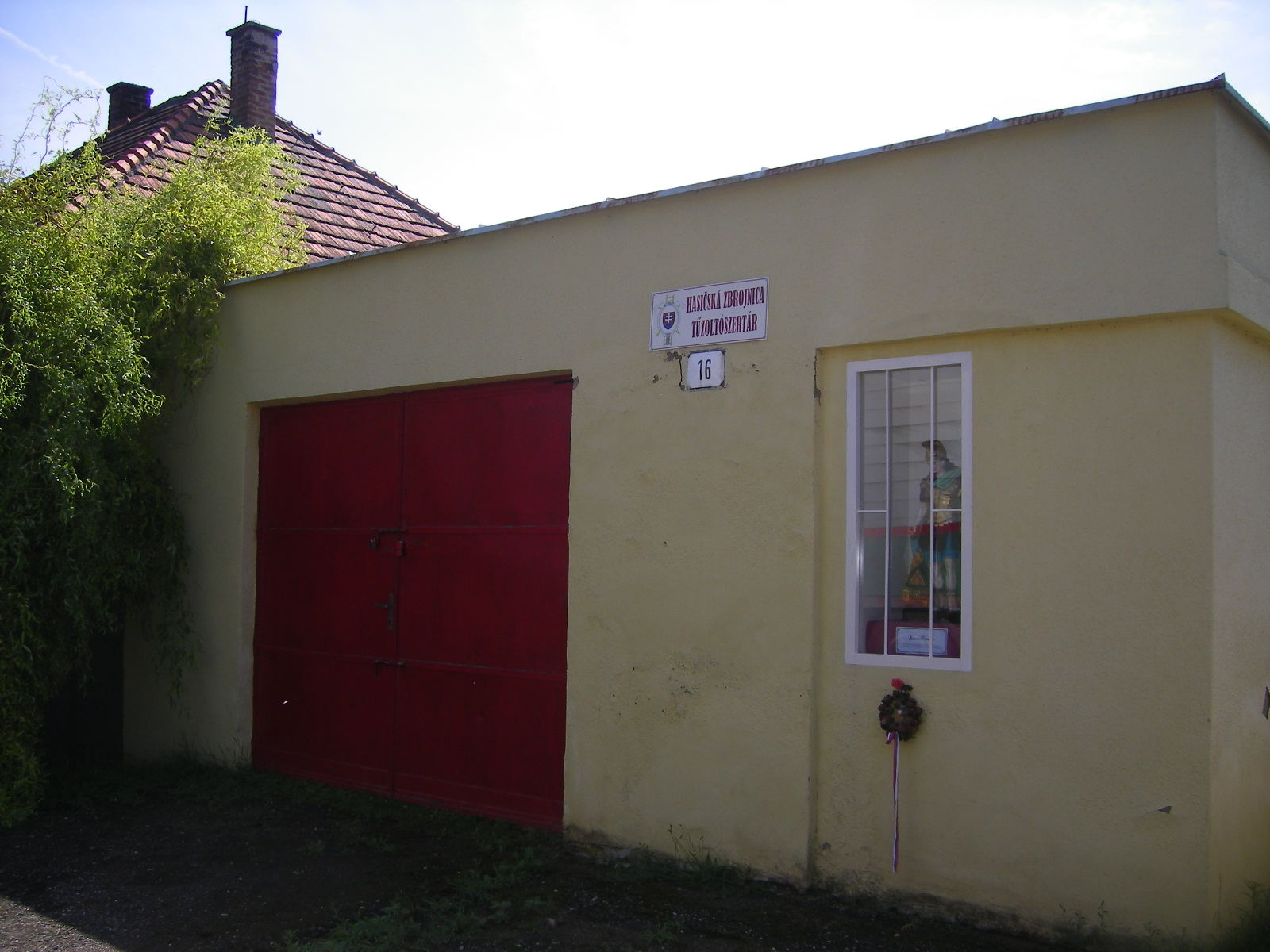
Tűzoltóság
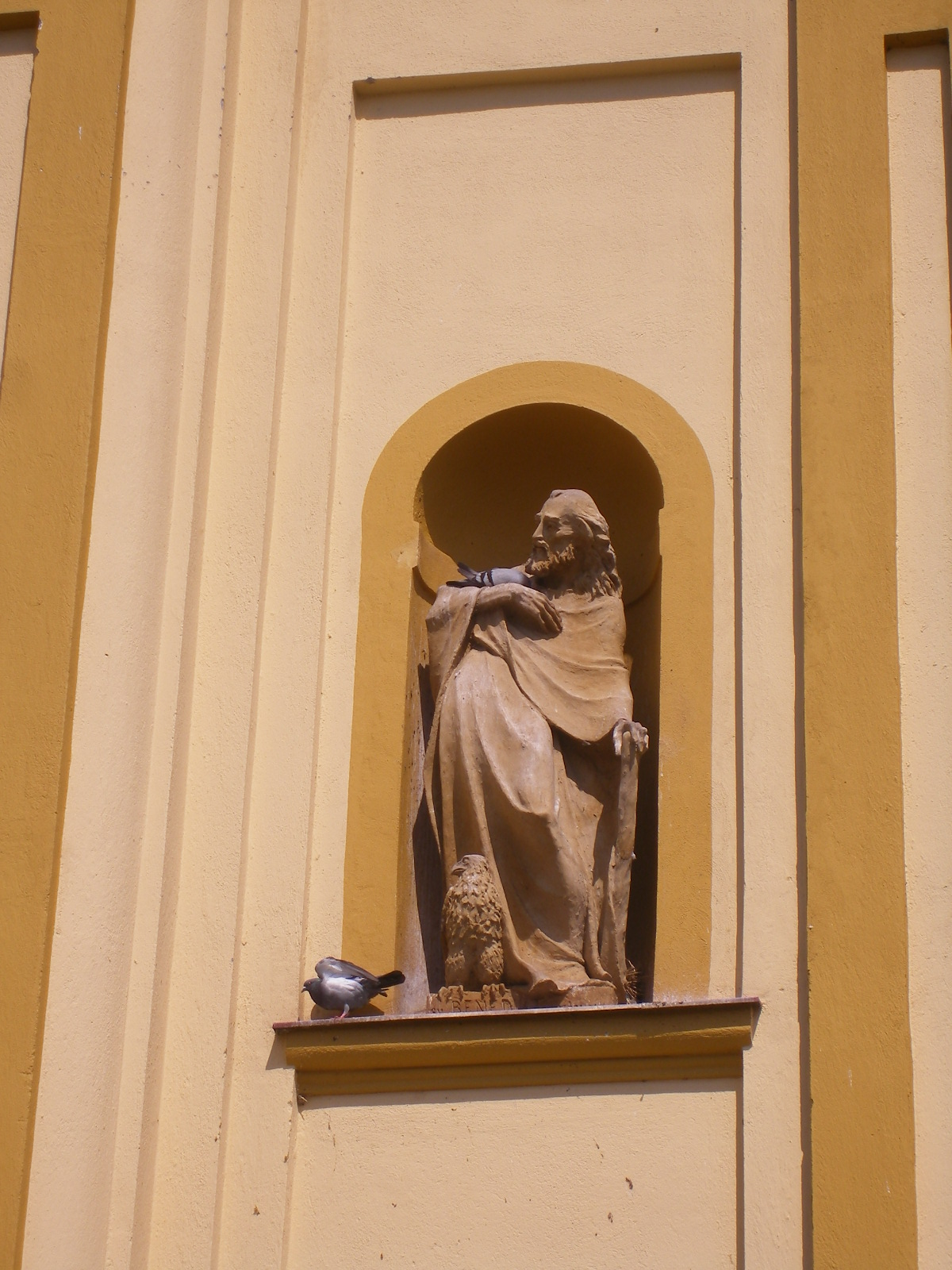
Katolikus templom - részlet
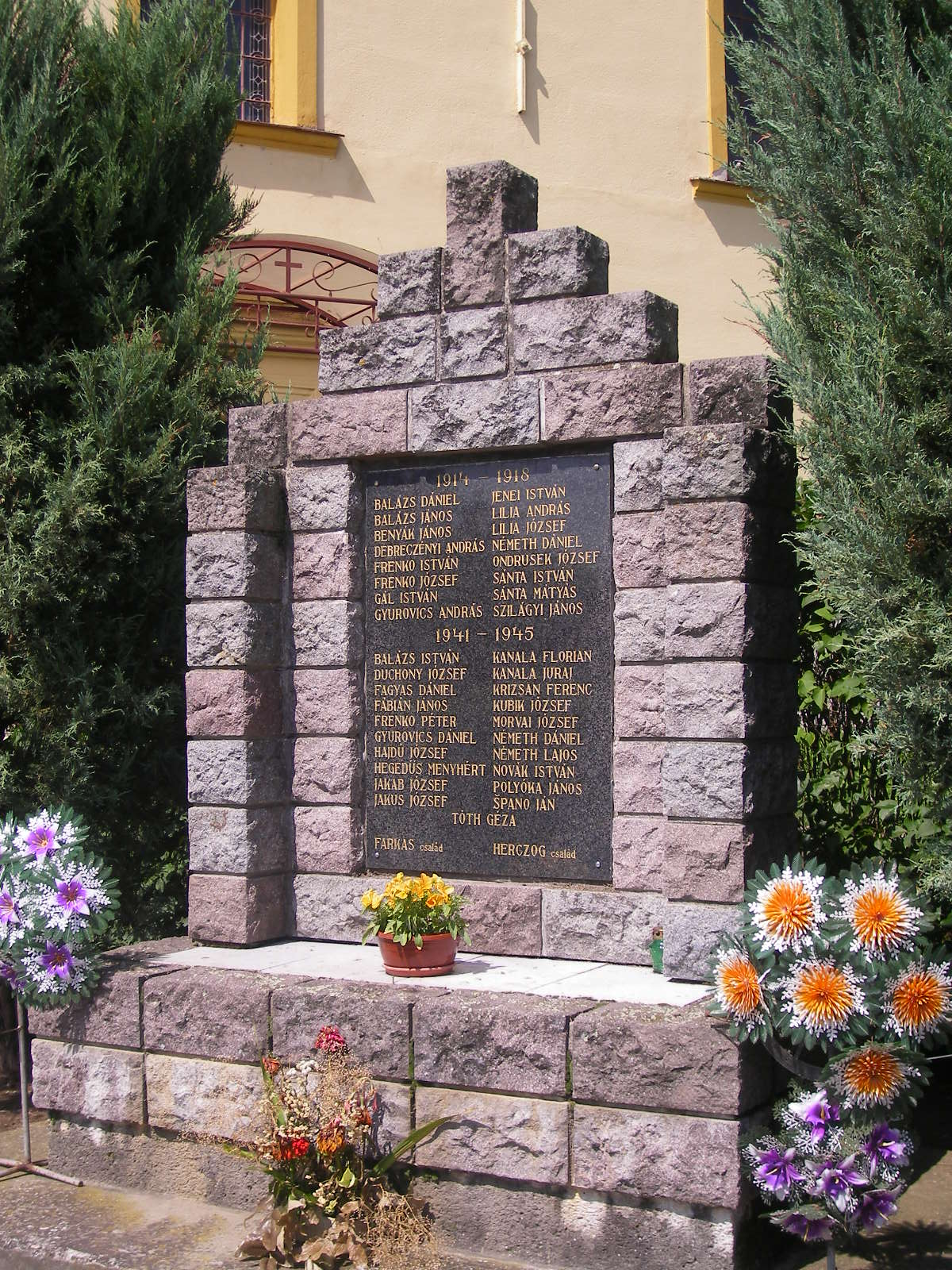
A két világháború áldozatainak emlékműve
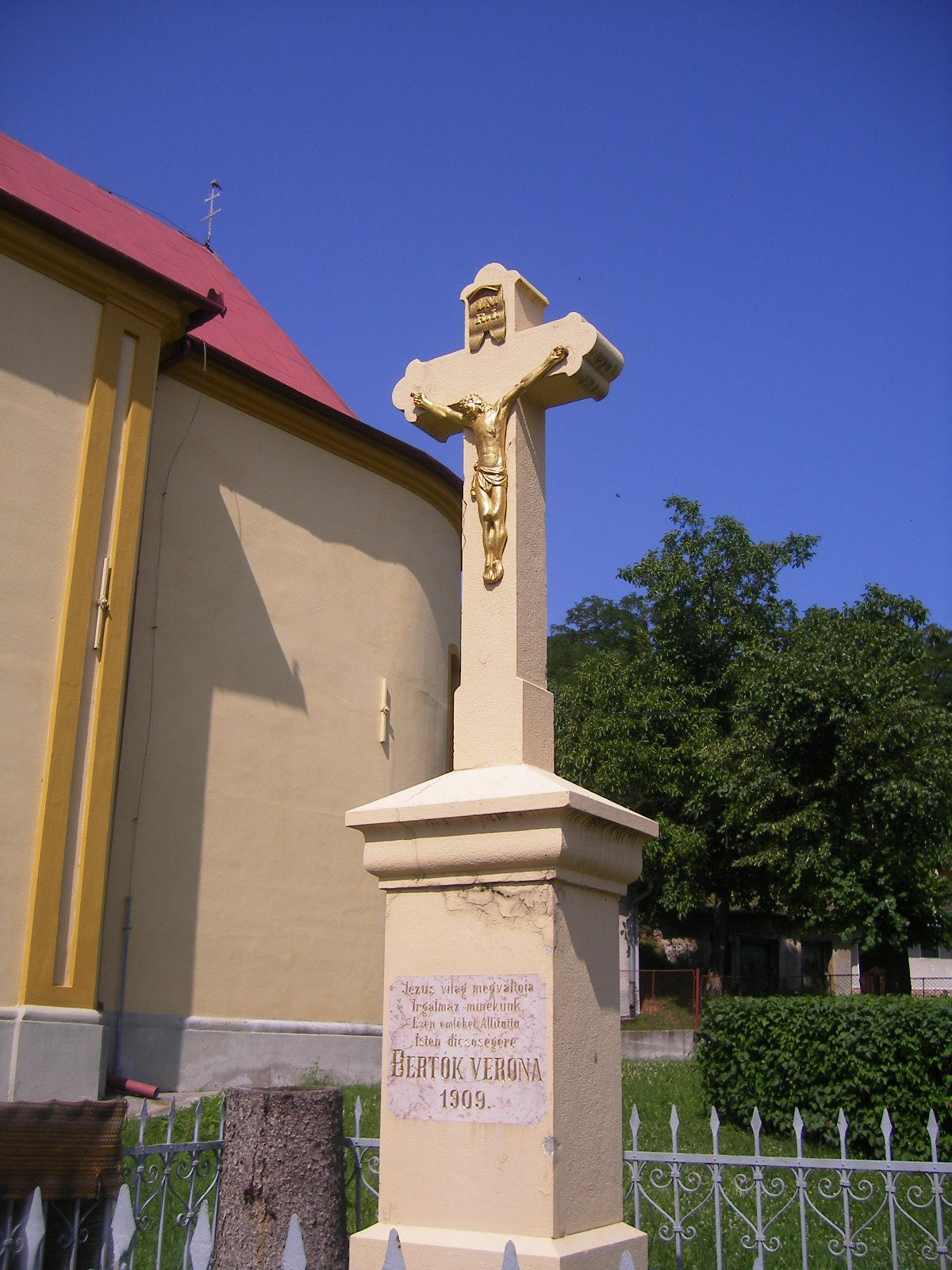
A templom mellett álló feszület
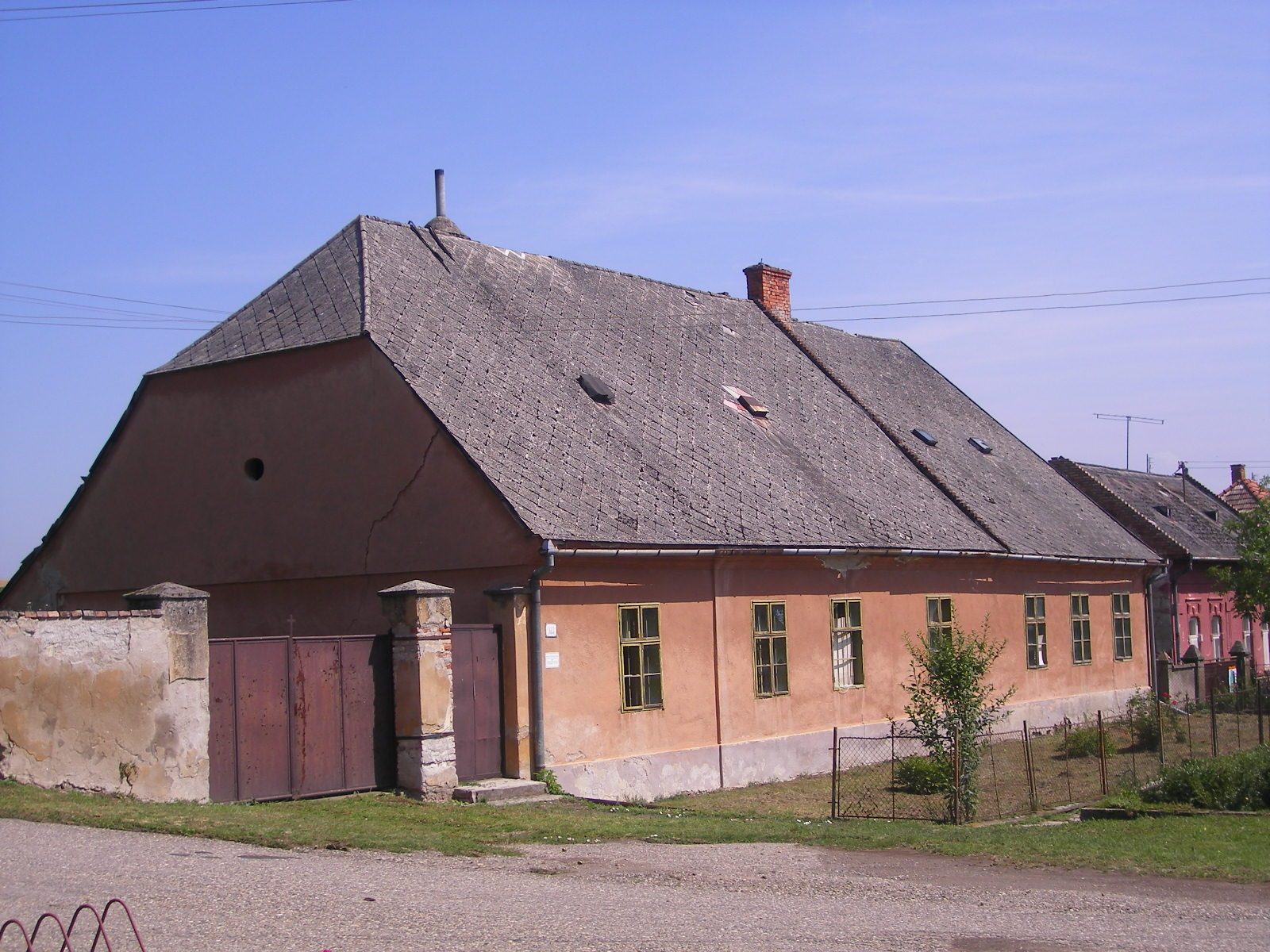
Régi ház a faluközpontban
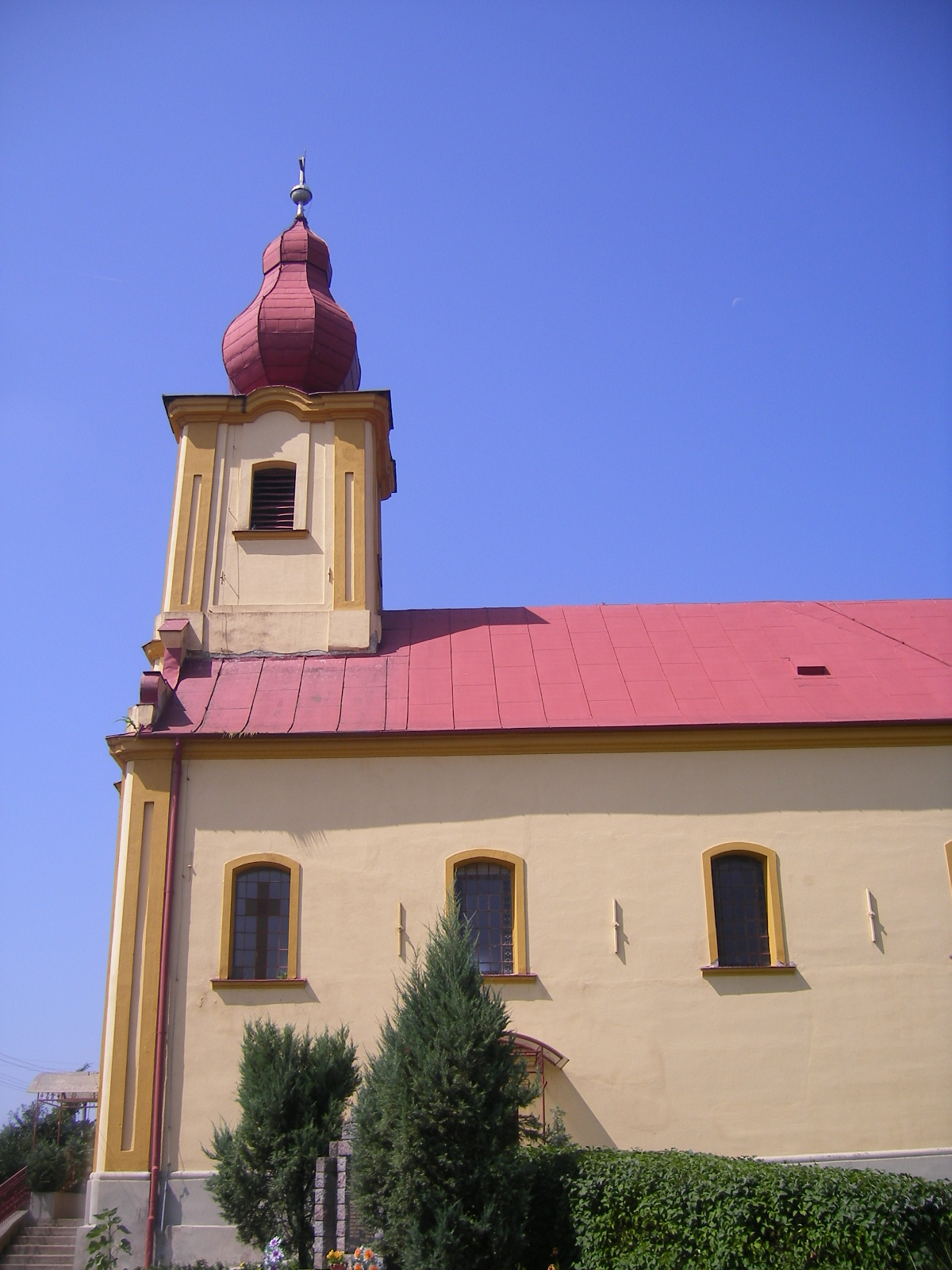
Katolikus templom
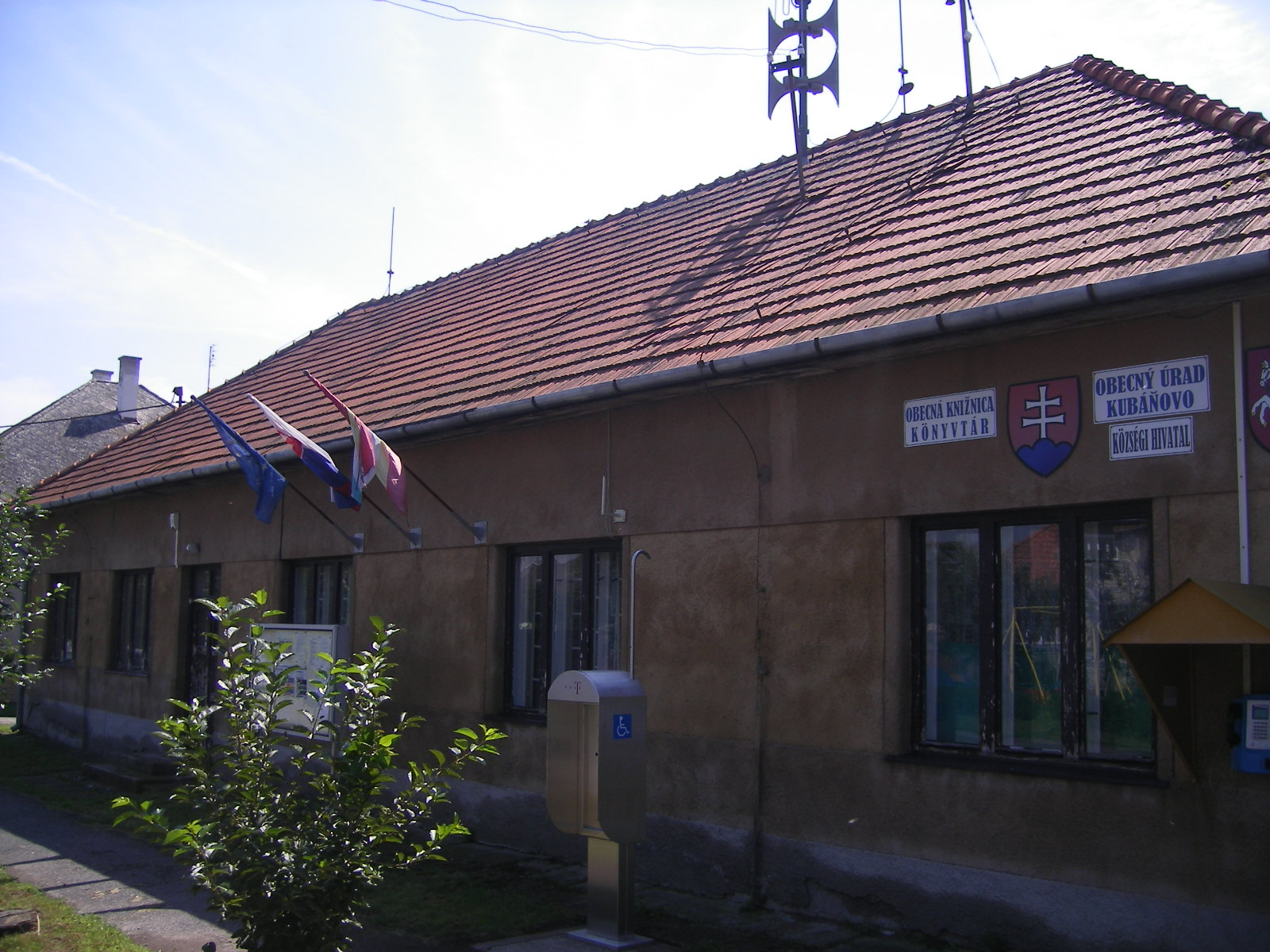
Községháza
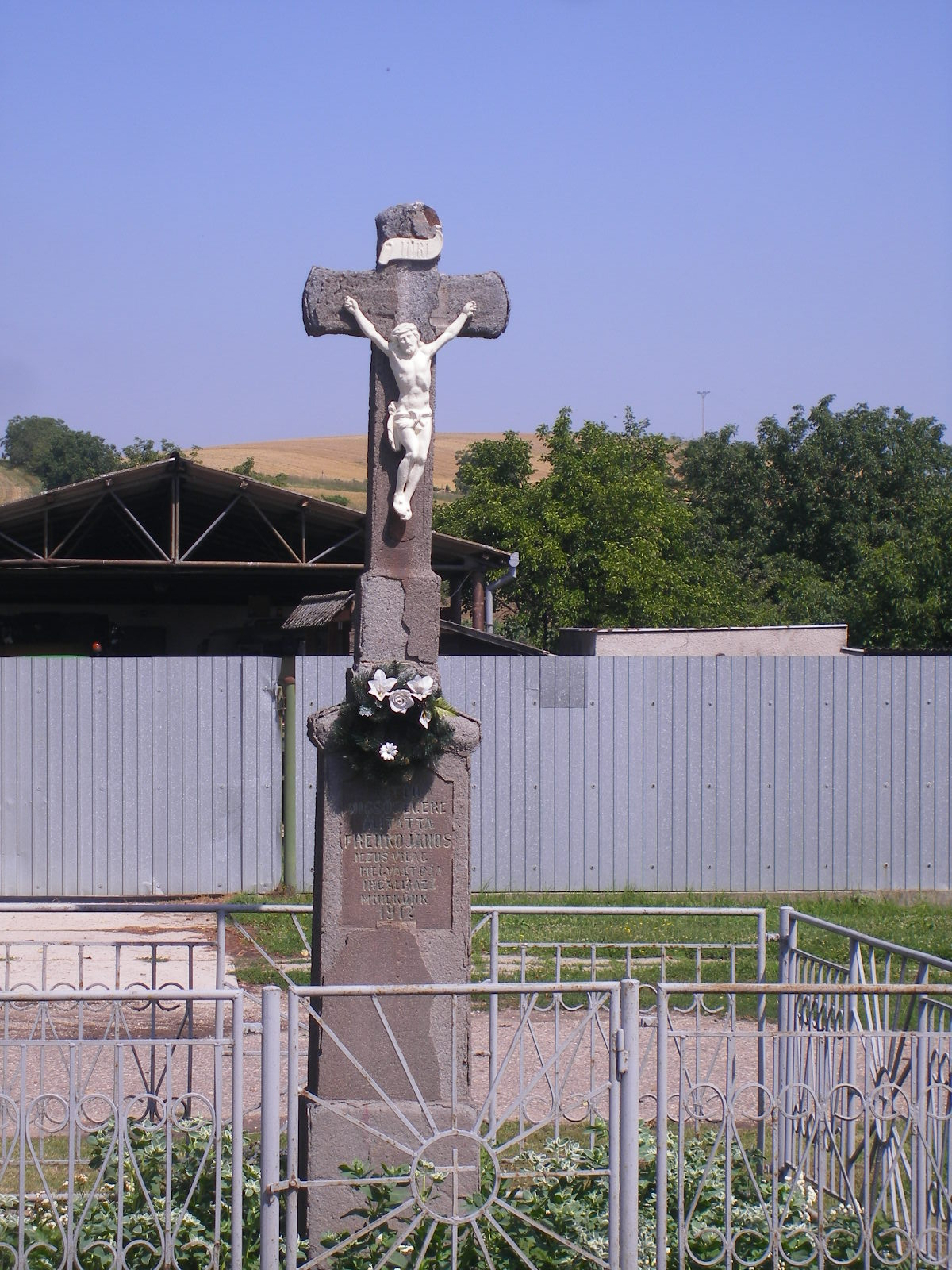
Útmenti feszület
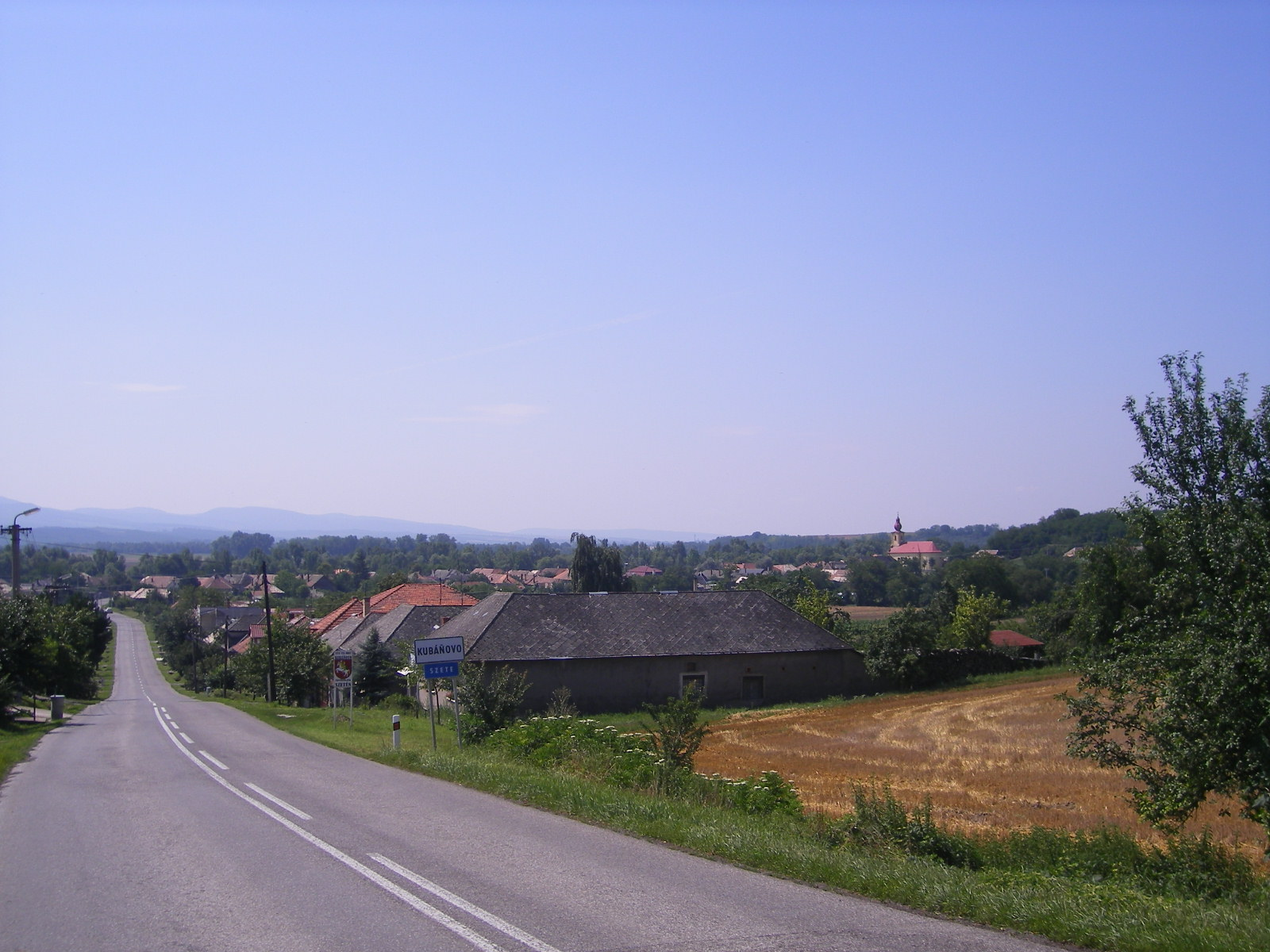
Szete látképe észak felől
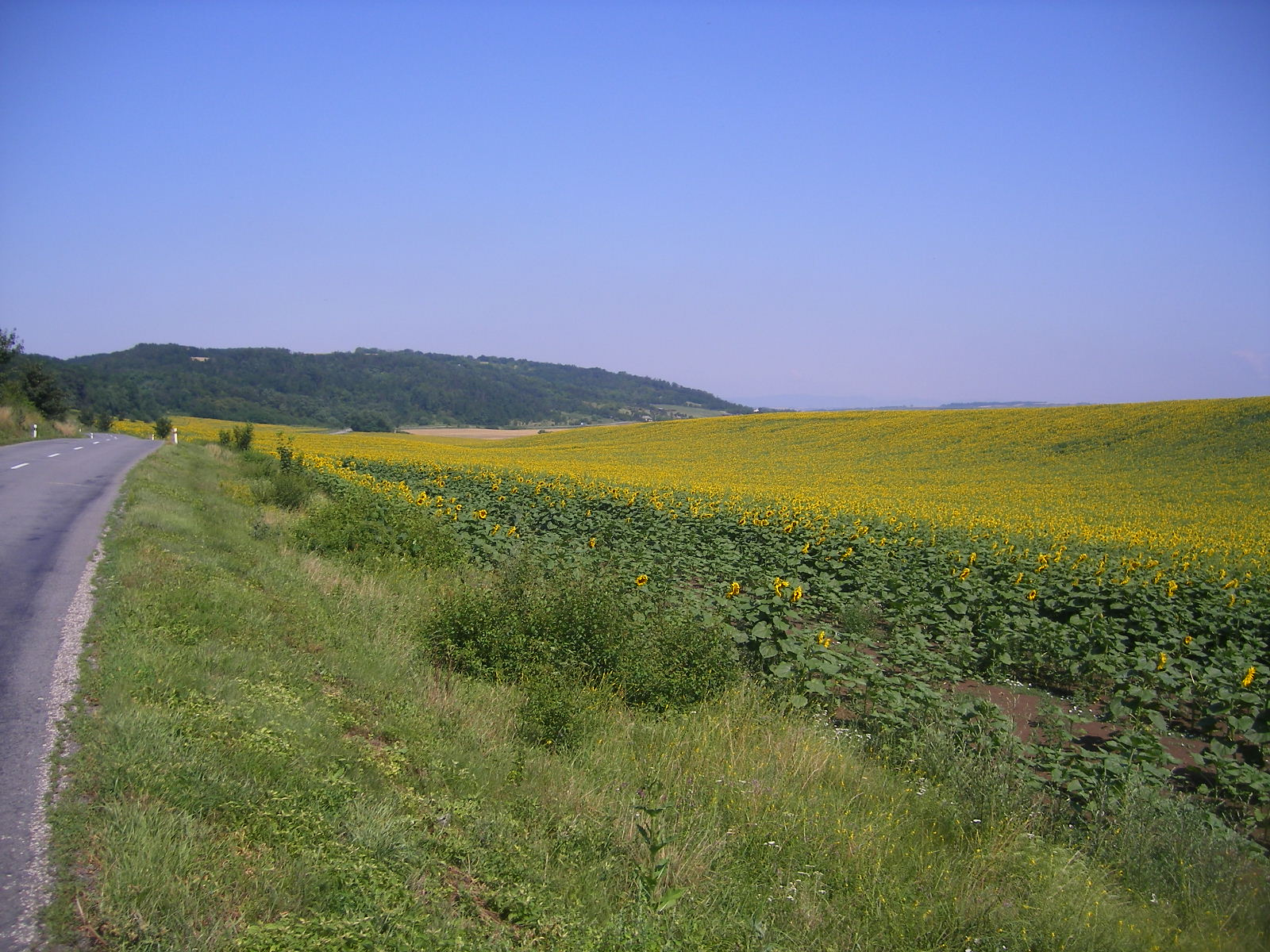
Tájkép Szete és Százd határán

## Külső hivatkozások
- Községinfó
- E-obce.sk Archiválva 2008. szeptember 20-i dátummal a Wayback Machine-ben
- Alapinformációk